# Teshome Fikre Woldetensae
Teshome Fikre Woldetensae (né le 6 juin 1972 à Gurage) est un prêtre catholique éthiopien de rite copte. Il est évêque coadjuteur d'Emdibir de 2023 à 2024, avant de devenir l'évêque titulaire du diocèse à partir de 2024.

## Biographie
Teshome Fikre Woldetensae est né le 6 juin 1972 à Gurage. En 1992, il entre au séminaire et commence ses études de philosophie et de théologie à l'Institut Saint-François de philosophie et de théologie d'Addis-Abeba. Il est ordonné prêtre le 11 janvier 1998 et incardiné à l'éparchie d'Emdibir.
Après son ordination et il part faire des études à Rome, où il obtient un doctorat en droit canonique oriental. Quand il revient en Ethiopie, il devient curé d'Attat, puis chef du secrétariat général éparchial. En 2017, il devient coordinateur pastoral national, et deux ans plus tard, il est élu secrétaire général de la Conférence épiscopale éthiopienne.
Le 16 décembre 2023, le pape François le nomme évêque coadjuteur de l'éparchie d'Endibir,. Le 11 février 2024, il est ordonné évêque dans la cathédrale Saint-Pierre Anthony à Endibir par l'archevêque d'Addis-Abeba, le cardinal Berhaneyesus Demerew Souraphiel.
Le 23 août 2024, le pape François le nomme évêque d'Endibir,.